# دستگاه جوجه‌کشی

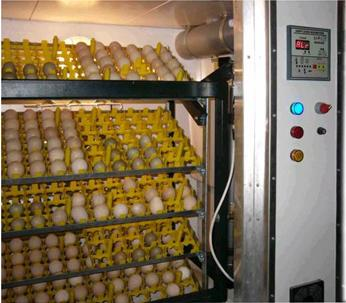
دستگاه جوجه‌کِشی،

دستگاه جوجه‌کِشی، ماشین جوجه درآوری یا انکوباتور به دستگاهی گفته می‌شود که شرایط مناسب برای خارج شدن جوجه از تخم‌های نطفه‌دار را فراهم می‌کند. در جوجه کشی طبیعی دما، رطوبت و چرخش تخم‌ها توسط مرغ مادر برای تخم‌های نطفه‌دار تأمین می‌شود. اما در جوجه درآوری مصنوعی دستگاه جوجه کشی این المان‌ها را تأمین و تنظیم می‌کند. در ساخت دستگاه‌های جوجه کشی امروزی از فناوری‌هایی مانند هوش مصنوعی و سنسورهای فوق حساس برای افزایش راندمان جوجه‌کشی استفاده می‌شود.

## شرایط جوجه‌کِشی مصنوعی
مرغ مادر در زمان کرچ یا خوابیدن بر روی تخم‌های نطفه دار شرایط مطلوب دما، رطوبت و اکسیژن‌رسانی را تأمین کرده و چرخش تخم‌ها را با استفاده از منقار خود انجام می‌دهد. دستگاه جوجه‌کشی یا انکوباتور وظیفه تأمین این شرایط را در جوجه‌کشی مصنوعی بر عهده دارد. این شرایط به صورت زیر هستند:
دما: دمای مطلوب برای جوجه‌کشی انواع پرندگان به صورت عمومی ۳۷٫۸ درجه سانتی گراد است. دمای بالا یا پایین از این مقدار سبب تلف شدن تخم‌های نطفه‌دار می‌شود. دستگاه جوجه‌کشی با استفاده از هیتر دمای مطلوب داخل دستگاه را تأمین می‌کند.
رطوبت: رطوبت مطلوب برای جوجه کشی بین ۵۵ تا ۶۵ درصد است.
تهویه هوا و اکسیژن‌رسانی: اکسیژن مورد نیاز برای جنین از طریق منافذ روی پوسته وارد تخم شده و گاز کربنیک از آن خارج می‌شود. مقدار اکسیژن مناسب برای جوجه کشی بین ۱۰ تا ۲۰ درصد است. به ازای یک درصد کاهش در غلظت اکسیژن ۵ درصد از راندمان جوجه‌کشی کاهش می‌یابد. همچنین اگر غلظت گاز کربنیک موجود در هوا به ۵ درصد برسد انجام جوجه‌کشی امکان‌پذیر نیست و جنین در داخل تخم تلف می‌شود.
چرخش تخم‌ها: چرخاندن تخم‌ها برای نچسبیدن نطفه به پوسته تخم ضروری است. در جوجه‌کشی طبیعی مرغ مادر معمولاً تخم‌ها را ۶ بار در روز با استفاده از منقارش می‌چرخاند. دستگاه جوجه‌کشی نیز به همین منوال هر ۴ ساعت یک بار تخم‌ها را به صورت کامل چرخش می‌دهد.

## سبک‌ها و روش‌ها
دستگاه‌های جوجه‌کشی مدرن الکتریکی به وسیله المنت‌های حرارتی گرم می‌شوند. حرارت ایجادشده توسط المان‌های حرارتی به‌طور پیوسته به وسیلهٔ دماپا (ترموستات) کنترل می‌شود. ماشین‌های جوجه‌کشی را می‌توان در یک خانهٔ مزرعه‌ای با امکانات پرورش مرغ استفاده کرد؛ یا می‌توان آن‌ها را در یک کلاس درس مشترک برای دانش‌آموزان برای مشاهدهٔ داخل و تشکیل جوجه در یک تخم‌مرغ در هنگام هچ آن‌ها برگزار کرد. برخی از ماشین‌های جوجه‌کشی صنعتی به اندازه‌ای بزرگ هستند که تا ۱۲۴٫۴۱۶ تخم مرغ را نگهداری می‌کنند. در حالی که برخی از این ماشین‌های جوجه‌کشی فقط می‌توانند تعداد کمی از تخم مرغ‌ها را نگهداری کنند.
ماشین جوجه‌کشی دستگاهی برای شرایط محیطی مانند دما و رطوبت می‌باشد که نیاز به کنترل دارد. این دستگاه اغلب برای رشد و کشت باکتری، هچ یا جوجه‌گیری مصنوعی تخم مرغ‌ها یا فراهم نمودن شرایط مناسب برای واکنش‌های شیمیایی یا بیولوژیکی استفاده می‌شود. دستگاهی است که نه تنها برای هچ تخم پرندگان بلکه برای هچ تخم خزندگان نیز استفاده می‌شود. این دستگاه همچنین اجازه می‌دهد که جنین داخل تخم‌مرغ بدون نیاز به حضور مادر برای فراهم کردن گرما، رشد کنند. جوجه‌های تخم مرغ‌ها پس از حدود ۲۱ روز هچ می‌شوند ولی گونه‌هایی دیگر از پرندگان هستند که ممکن است زمان کوتاه‌تر یا طولانی‌تری برای هچ آن‌ها نیاز باشد. یک دستگاه جوجه‌کشی باید قادر باشد که بهترین محیط و شرایط را برای تخم‌مرغ برای جوجه‌کشی تنظیم کند به دلیل اینکه عواملی مانند دما، رطوبت و چرخیدن تخم‌مرغ‌ها تایم زمانی خاص و مهمی دارند و باید به درستی چرخانده شوند چون در واقع این دستگاه نقش مرغ مادر را در حالت طبیعی برای تخم‌مرغ‌ها بازی می‌کند. همچنین ماشین جوجه‌کشی با حذف تهدیدهای خارجی که می‌توانند در شرایط طبیعی به تخم‌مرغ‌ها صدمه بزنند امکان تولید جوجه از تخم‌مرغ‌ها را فراهم می‌کند. هدف جوجه‌گیری مدرن تولید تعداد زیادی از جوجه‌های یک روزهٔ قوی یکنواخت است. مرحلهٔ زندگی جنینی از مرغ ارتباط مستقیمی با عملکرد و مقاومت فردی جوجه‌ها تحت شرایط مزرعه‌های متفاوت دارد. این ممکن است برای هچ گونه‌های دیگر پرندگان در زمان یکسان و در ماشین جوجه‌کشی یکسان اتفاق بیفتد که این موضوع برای بالا بردن رشد پرندگان خوب است.

## روش‌های جوجه‌کشی
در دستگاه‌های جوجه کشی صنعتی، دو روش معمول استفاده از دستگاه‌های جوجه‌کشی وجود دارد. در دستگاه‌های جوجه‌کشی تک‌مرحله‌ای، دستگاه جوجه‌کشی دارای تخم مرغ‌ها با جنین‌های هم‌سن است. مزیت جوجه‌کشی تک مرحله این است که شرایط آب و هوایی را می‌توان با توجه به نیازهای جنین رو به رشد تنظیم کرد. در جوجه‌کش‌های چند مرحلهای، تنظیم‌کننده حاوی تخم مرغ‌ها با جنین‌های غیر همسن می‌باشند، معمولاً شامل ۶ یا ۳ گروه سنی می‌باشد. در نتیجه، شرایط آب و هوایی دقیقاً نمی‌تواند با توجه به نیازهای تمام جنین‌های در حال رشد تنظیم شود و باید سازش به گونه ای باشد که بتواند بهترین شرایط را برای گروه‌های سنی را در تنظیم‌کننده داشته باشد. در یک دستگاه جوجه‌کشی چند مرحله، گرما تولید شده توسط جنین‌های بزرگتر برای گرم کردن جنین‌های جوان‌تر در همان دستگاه استفاده می‌شود. برای موفقیت بیشتر، با توجه به تقاضای فیزیکی متفاوت، تجهیزات چندمرحله‌ای و تک‌مرحله‌ای متفاوت نیز باید مورد استفاده قرار گیرد. بسیاری از تولیدکنندگان صنعتی از دستگاه‌های سنتی تک‌مرحله‌ای استفاده می‌کنند، اما تک‌مرحله‌ای واقعی (REAL Single-Stage) در دسترس است.

## انواع دستگاه جوجه‌کشی
ظرفیت دستگاه‌های جوجه‌کشی بر مبنای تعداد تخم مرغ‌هایی که می‌توانند در خود جای دهند تعیین می‌شود. امروزه دستگاه‌های جوجه‌کشی برای جوجه کشی از چند تا چند صد هزار تخم نطفه‌دار در ظرفیت‌های مینی، مدیوم و ماکرو تولید و به بازار عرضه می‌شوند.
- دستگاه جوجه‌کشی کوچک یا خانگی: دستگاه جوجه‌کشی مینی یا خانگی به دستگاهی گفته می‌شود که ظرفیت آن کمتر از ۱۵۰ تخم‌مرغ بوده و بیشتر برای جوجه کشی در منزل، جوجه کشی از پرندگان زینتی (به دلیل قیمت بالای تخم نطفه‌دار) و کسب و کارهای کوچک کاربرد دارد.
- دستگاه جوجه‌کشی متوسط یا نیمه صنعتی: دستگاه جوجه کشی مدیوم یا نیمه صنعتی معمولاً در ظرفیت‌های بین ۱۵۰ تا ۲۰۰۰ تخم‌مرغ ساخته می‌شود و برای جوجه کشی در صنایع کوچک مانند پرورش دهندگان پرندگان و مرغداری‌ها کاربرد دارد.
- دستگاه جوجه‌کشی بزرگ یا صنعتی: دستگاه جوجه کشی ماکرو یا صنعتی دارای ظرفیت بالای ۲۰۰۰ تخم‌مرغ است و برای جوجه‌کشی در ابعاد بسیار زیاد و تأمین نیازهای غذایی انسان‌ها در یک استان، منطقه یا کشور کاربرد دارد.

دستگاه های جوجه کشی علاوه بر ظرفیت در جوجه کشی نوع پرنده نیز با یکدیگر تفاوت هایی دارند. عموماً برای جوجه کشی از پرنده مرغ میتوان از دستگاه های جوجه کشی کوچک تا بزرگ و صنعتی بهره برداری کرد. این در حالیست که برای جوجه کشی از طوطی سانان و پرندگان زینتی مانند طوطی عروس هلندی ، قناری و ... می بایست از دستگاه های جوجه کشی کوچک و خانگی استفاده کرد.

## نام‌های رایج
نام‌های رایج از ماشین‌های جوجه‌کشی در شرایط دیگر عبارتند از:
- ماشین آلات پرورش
- تجهیزات پرورش مرغ
- تجهیزات هچ تخم مرغ‌ها
- هچرها
- تنظیم‌کننده‌ها
- تجهیزات جوجه‌کشی مصنوعی
- تجهیزات پرورش تخم مرغ
- تجهیزات هچ تخم مرغ
- Brutgerate
- Brutmasjinene
- Broeikaste
- Eier broeiers
- Voorbroeiers
- Utibroeiers
- Kunsmoeders
- Sikilator

## قابلیت‌های دستگاه‌های جوجه‌کشی امروزی
- محفظه:

در دستگاه‌های جوجه کشی قدیمی از فلز برای ساخت بدنه یا محفظه دستگاه استفاده می‌شد. فلز علاوه بر این که عایق مناسبی برای گرما نیست و دمای داخل دستگاه را در حد مطلوب نگه نمی‌دارد، زنگ زدگی آن باعث کاهش راندمان جوجه‌کشی می‌شود. در دستگاه‌های جوجه‌کشی امروزی برای رفع این مشکل از موادی مانند PVC به جای فلز استفاده می‌شود. همچنین PVC نسبت به فلز قابلیت ضدعفونی بالایی دارد.
- هوش مصنوعی:

دستگاه‌های جوجه‌کشی امروزی از هوش مصنوعی و منطق فازی برای تنظیم رطوبت و دمای مطلوب استفاده می‌کنند. با استفاده از این فناوری دستگاه قابلیت یادگیری پیدا می‌کند و با دریافت اطلاعات دما و رطوبت از سنسور، دستورها لازم را به سایر قطعات برای ایجاد حرارت و رطوبت مناسب ارسال می‌کند. با استفاده از هوش مصنوعی حتی در صورت بازبودن محفظه، دستگاه قادر به تنظیم دما و رطوبت مطلوب است.
- کنترل هوشمند:

این قطعه می‌تواند دما و رطوبت درون دستگاه را برای جوجه‌کشی تنظیم کند. همچنین در صورت تغییرات این دو پارامتر، توسط سنسورها این تغییرات را تشخیص داده و آنها را به سرعت رفع می‌کند.
- سنسور تنظیم دما و رطوبت:

سنسور از قطعات بسیار مهم و حیاتی در دستگاه جوجه‌کشی است که هر گونه اختلال در آن می‌تواند تلف شدن تخم‌های نطفه دار را به دلیل عدم تنظیم دما و رطوبت بهینه به دنبال داشته باشد. برندهای معتبر دستگاه‌های جوجه کشی امروزی از سنسورهای بسیار حساس که کاربرد نظامی و پزشکی دارند در ساخت انکوباتور بهره می‌گیرند.
- تأمین رطوبت:

در دستگاه‌های جوجه‌کشی قدیمی از ظرف آب و اسفنج برای تأمین رطوبت استفاده می‌شد. در دستگاه‌های جوجه‌کشی امروزی از فناوری‌هایی مانند پد سلولزی و پمپ آب و فناوری التراسونیک برای تأمین رطوبت استفاده می‌شود. پد سلولزی که با به‌کارگیری فناوری نانو ساخته می‌شود قابلیت ذخیره آب تا ۱۰ برابر حجم خود را دارد. در فناوری التراسونیک نیز از امواج مافوق صوت برای جدا کردن مولکول‌های آب و ایجاد رطوبت استفاده می‌شود.
- چرخش ۳۶۰ درجه ای تخم‌ها

فرایند چرخش تخم‌ها در دستگاه جوجه‌کشی بدین شکل است که با انتقال نیروی موتور توسط راک‌ها به شانه‌ها تخم‌های نطفه دار چرخانده می‌شوند. در دستگاه‌های جوجه کشی قدیمی سیستم چرخش ۹۰ درجه ای بود اما در دستگاه‌های جوجه‌کشی خانگی روز دنیا از سیستم چرخش ۳۶۰ درجه ای برای چرخش تخم‌های نطفه دار استفاده می‌شود.
- جوجه کشی از انواع پرندگان – شانه‌های همه‌کاره

در دستگاه‌های جوجه کشی مدرن با استفاده از شانه‌های مخصوص برای تخم انواع پرندگان می‌توان از تخم‌های نطفه دار انواع پرندگان جوجه‌کشی کرد. همچنین شانه‌های همه‌کاره و سایزیک هم هستند که برای پرندگانی که شانه مخصوص به خود ندارند یا برای صرفه جویی در هزینه‌ها به کار می‌روند. برای این کار کافی است تخم‌ها را در داخل شانه‌ها قرار داده و با استفاده از دکمه‌های روی دستگاه نوع پرنده را انتخاب کنید. دستگاه دما و رطوبت مورد نیاز به جوجه کشی را با توجه به نوع پرنده به صورت اتوماتیک تنظیم می‌کند. همچنین با استفاده از شانه‌های همه‌کاره می‌توانید از تخم‌های انواع پرندگان به صورت همزمان جوجه کشی کرد

## تاریخچه دستگاه جوجه‌کشی
یک مجلهٔ چاپ و منتشر شده در بریتانیا طی جنگ جهانی دوم یک دستگاه جوجه‌کشی را به عنوان (یک جعبهٔ چوبی، آب گرم و یک پرده) معرفی می‌کند. یکی از روش‌های ثبت شده از جوجه‌کشی شامل استفاده از گرمای کود پوسیده برای گرم کردن تخم مرغ هاست. مصریان روش بهتر از جوجه‌کشی را دارند که در آن یک ساختمان استوانه‌ای شکل وجود دارد که از آتش‌سوزی در پایین آن استفاده می‌کردند. تخم مرغ‌های جوجه‌کشی شده در یک مخروط معکوس که تا حدی در خاکستر پوشیده شده است قرار دارند که تخم مرغ‌ها در سبد بافته شده در بالای خاکستر نشسته شده روی مخروط قرار داده شده‌اند. همچنین ساختمان یک سقف دارد که برای بیرون رفتن دود تعبیه شده است، اما از ورود باران جلوگیری می‌کند. درسال۴۰۰ قبل از میلاد، ارسطو ثبت کرده است که در زمان یونان قدیم زنان تخم مرغ‌ها را برای گرم نگه داشتن آن‌ها را زیر پستان خود می‌گذاشتند. جوجه‌کشی ماشینی تا قبل از سال ۱۷۴۹ اختراع نشده بود تا توسط رمور در پاریس فرانسه اختراع شد. اولین ماشین تجاری توسط هرسون در سال ۱۸۸۱ اختراع شد.

### تولید ماشین جوجه‌کشی در ایران
تولید ماشین جوجه‌کشی در ایران از سال ۱۳۸۵ رقم خورده است. شرکت‌های مختلفی هم در ایران نسبت به تولید ماشین جوجه‌کشی اقدام می‌کنند که از آنها می‌توان به شرکت‌هایی نظیر گروه صنعتی اسکندری، بلدرچین دماوند، کاکس ماشین، جوجه‌کشی هدایت و فاخته اشاره کرد.